# Callalli (distrito)
O Distrito peruano de Callalli é um dos vinte distritos que formam a Província de Caylloma, situada no Departamento de Arequipa, pertencente a Região Arequipa, Peru.

## Transporte
O distrito de Callalli é servido pela seguinte rodovia:
- PE-34J, que liga o distrito de San Antonio de Chuca (Região de Arequipa) à cidade de Pallpata (Região de Cusco)
- PE-34E, que liga o distrito de Yura (Região de Arequipa) à cidade de Yauri (Região de Cusco)
- AR-112, que liga o distrito de Caylloma à cidade [1][2][3]